# Книжківці
Кни́жківці — мікрорайон міста Хмельницького, що розташований у південно-східній частині міста. Переважає індивідуальна забудова.
Як мікрорайон обласного центру Книжківці існують з 1981 року, коли село Книжківці було приєднане до міста Хмельницького.

## Історія
Перша писемна згадка про Книжківці пов'язана з родом магнатів Клечинських із Польщі, які володіли селом у XVI—XVII ст. Спершу село мало назву «Книшківці», тому походження назви виводять від слова «книш».
В середині XVIII століття власником села став Адам Чарторийський. Однак у 1767 році він змушений був переїхати до Польщі, рятуючись від повстання гайдамаків під проводом М.Залізняка. Під час придушення повстання загинуло багато мешканців села. У 1769—1770 роках Книжківці сильно постраждали від епідемії чуми і, як наслідок, життя в селі практично завмерло. Адам Чарторийський після повернення з Польщі був змушений закупити в сусідніх селах нових кріпаків.
Село розбудовувалось — був збудований панський маєток, нові селянські хати. На прохання селян Чарторийські у 1782 році профінансували будівництво дерев'яної греко-католицької церкви на честь Святої Параскеви.
В документах 1795 року село фігурує як Книжківці, і надалі зберігається саме така назва села.

Пам'ятник у Книжківцях на честь загиблих земляків

Наприкінці XVIII ст. Книжківці перейшли до володіння поміщика Мацея (Матвія) Христофоровича Журовського. Село продовжувало розвиватись — у 1821 році Журовський побудував на річці Кудрянці млин, у 1829 році було розпочато будівництво кам'яної церкви, яка, трохи перебудована, збереглась до наших днів.
У 1870-х роках на околиці Книжковець поміщиця Афелія Хвалибог побудувала цегельний завод, де могли працювати селяни. Крім того, наприкінці ХІХ ст. багато мешканців села заробляли на життя візництвом, перевозячи товари та пасажирів по Летичівській поштовій дорозі, що йшла північною околицею Книжковець.

### 1900—2000 роки
У 1930 році в Книжківцях був заснований колгосп «Червоний партизан» (пізніше його було перейменовано на колгосп ім. Щорса, а у 1962 році об'єднано з копистинським колгоспом «Поділля»).

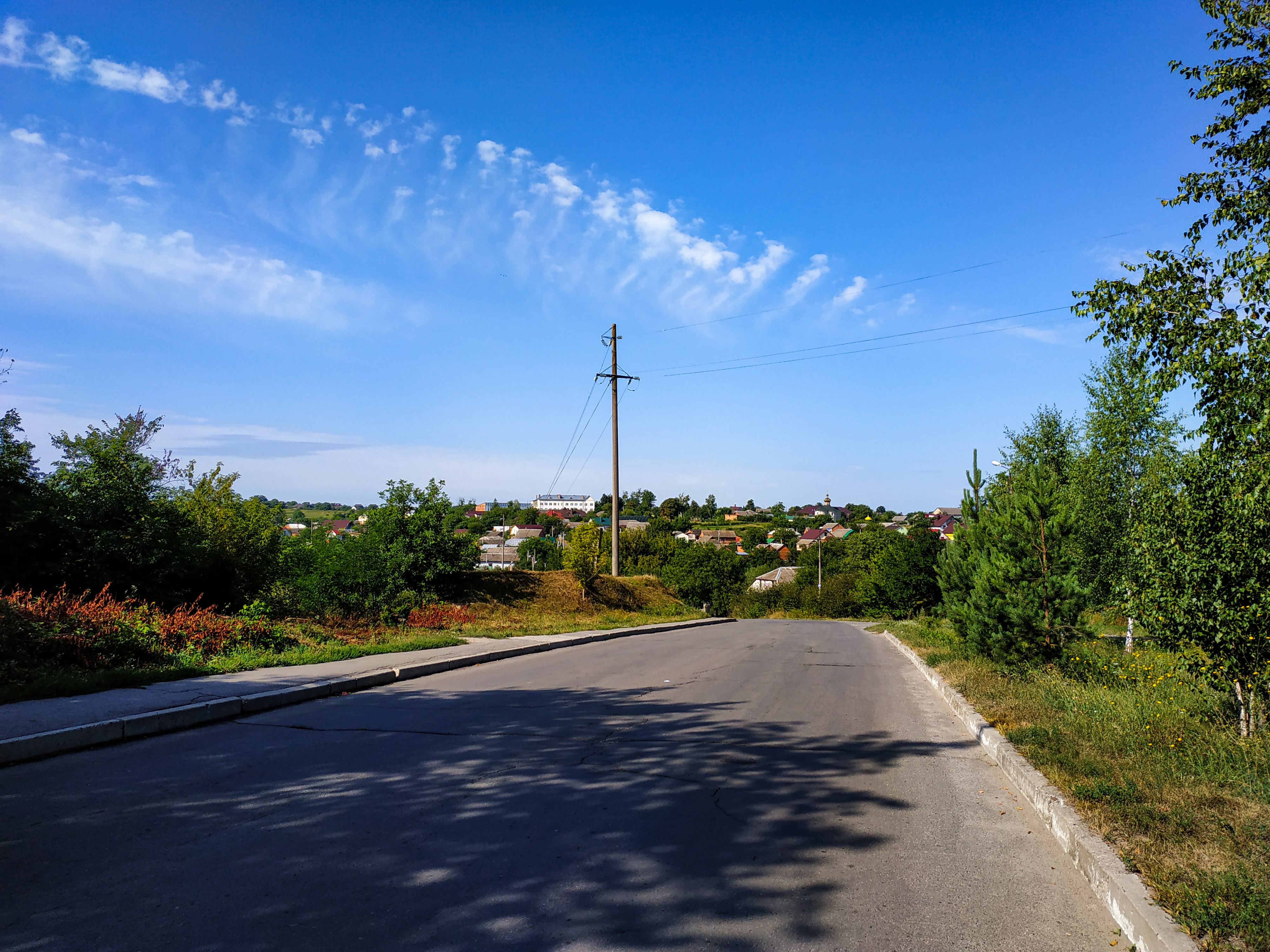
Вулиця Карбишева

З 8 липня 1941 року по 25 березня 1944 року село перебувало в німецькій окупації. На честь загиблих в роки німецько-радянської війни односельців у селі споруджено два пам'ятники.
У 1981 році село було включено в межі Хмельницького.

## Персоналії
Відомим уродженцем Книжковець є Григорій Щерба (1914—1992 рр.) — мінералог, доктор геологічних наук, лауреат Ленінської премії (1958 р.).

## Соціальна та транспортна інфраструктура мікрорайону

Хмельницька СЗОШ І-III ступенів № 23

У Книжківцях працює клуб «Книжківці», бібліотека та амбулаторія сімейного типу.

### Навчальні Заклади
Діє Хмельницька середня загальноосвітня школа І-III ступенів № 23 (вул. Карбишева, 6), введена в експлуатацію у 2008 році. При школі діє підрозділ дошкільного виховання.

### Заклади Харчування
У Книжківцях працюють магазини та кафе.

### Транспортна Система
Громадський транспорт у мікрорайоні представлений маршрутними таксі № 18, 23, 24, 36.

### Річки та Озера
Через мікрорайон протікає річка Кудрянка та декілька струмків.